# Ľuboš Bartečko
Ľuboš Bartečko (* 14. Juli 1976 in Kežmarok, Tschechoslowakei) ist ein ehemaliger slowakischer Eishockeyspieler und heutiger -trainer. In der National Hockey League absolvierte er insgesamt 269 Spiele für die St. Louis Blues und Atlanta Thrashers. In Europa spielte er unter anderem für den HK Dynamo Moskau, Luleå HF, HC Lev Prag und seinen Heimatverein HK Poprad. Seit seinem Karriereende arbeitet er als College- und Nachwuchstrainer im Großraum St. Louis.

## Karriere
Ľuboš Bartečko begann seine Karriere als Eishockeyspieler bei ŠKP PS Poprad, für die er von 1993 bis 1995 in der Extraliga aktiv war. Anschließend spielte er je eine Spielzeit lang für die Chicoutimi Saguenéens, die ihn beim CHL Import Draft 1995 als insgesamt 27. Spieler ausgewählt hatten, und die Drummondville Voltigeurs aus der kanadischen Juniorenliga Quebec Major Junior Hockey League, ehe er 1998 von den St. Louis Blues verpflichtet wurde, für die er von 1998 bis 2001 in der National Hockey League spielte. Zuvor stand er in der Saison 1997/98 bereits für deren Farmteam, die Worcester IceCats aus der American Hockey League auf dem Eis. Nach zwei Jahren bei den Atlanta Thrashers kehrte Bartečko nach Europa zurück, wo er in der Saison 2003/04 beim HC Sparta Prag aus der tschechischen Extraliga unter Vertrag stand.
Für die Saison 2004/05 unterschrieb der Slowake beim HK Dynamo Moskau, mit dem er Russischer Meister wurde. Ab Sommer 2005 spielte Bartečko bei Luleå HF in der schwedischen Elitserien, wobei er jede Saison in der slowakischen Extraliga begann, um einen steuervergünstigten Halbjahresvertrag in Schweden zu bekommen. Mit Beginn der Saison 2009/10 spielte Ľuboš Bartečko beim SC Bern in der Schweiz, wo er einen Einjahresvertrag unterschrieben hatte. Im Januar 2010 wechselte er im Austausch gegen Lee Goren zum Färjestad BK, nachdem er beim SC Bern nur selten zum Einsatz kam. Ab September 2010 stand er wieder bei seinem Heimatverein unter Vertrag, für den er in 13 Partien 13 Scorerpunkte erzielte. Im Dezember 2010 wurde er zusammen mit Ladislav Nagy von MODO Hockey verpflichtet.
Nach 35 Spielen für MODO verließ er den Verein wieder und wurde im Juli 2011 vom HC Lev Poprad aus der Kontinentalen Hockey-Liga unter Vertrag genommen.
Nach 21 Jahren als Eishockeyprofi und seiner letzten Saison für seinen Heimatverein HK ŠKP Poprad (2015/16) beendete Bartečko seine Karriere und wurde im August 2016 Assistenztrainer an der McKendree University aus der ACHA Division II. Parallel dazu arbeitet er als Nachwuchstrainer, unter anderem für die St. Louis Blues AAA, der Jugendorganisation der Blues. 2019 wechselte er als Nachwuchstrainer indie Jugendorganisation der Nashville Predators.

### International
Für die Slowakei nahm Bartečko an den A-Weltmeisterschaften 2000, als er mit seinem Team die Silbermedaille gewann, 2002, als die Slowaken erstmals Weltmeister wurden, 2004, 2005, 2009 und 2011 teil. Des Weiteren stand er im Aufgebot der Slowakei beim World Cup of Hockey 2004 sowie den Olympischen Winterspielen 2002 in Salt Lake City, 2006 in Turin und 2010 in Vancouver.

## Erfolge und Auszeichnungen
- 1999 AHL All-Star Classic
- 2000 Silbermedaille bei der Weltmeisterschaft
- 2002 Goldmedaille bei der Weltmeisterschaft
- 2005 Russischer Meister mit dem HK Dynamo Moskau

## Karrierestatistik
KSKvalserien
(Legende zur Spielerstatistik: Sp oder GP = absolvierte Spiele; T oder G = erzielte Tore; V oder A = erzielte Assists; Pkt oder Pts = erzielte Scorerpunkte; SM oder PIM = erhaltene Strafminuten; +/− = Plus/Minus-Bilanz; PP = erzielte Überzahltore; SH = erzielte Unterzahltore; GW = erzielte Siegtore; 1 Play-downs/Relegation; Kursiv: Statistik nicht vollständig)